# Loredana Dinu
Loredana Dinu (nume de fată Loredana Iordăchioiu, n. 2 aprilie 1984, Craiova, România) este o scrimeră română specializată pe spadă. Este campioană olimpică la Jocurile olimpice din 2016 de la Rio de Janeiro, dublă campioană mondială (2010 și 2011) și cvadruplă campioană europeană (2006, 2008, 2011 și 2015), tot pe echipe.

## Carieră
A început să practice scrima la vârsta de 11 ani, după ce diferiți antrenori au venit la școala ei. A fost voluntar pentru baschet sau handbal, dar nu a fost aleasă; în cele din urmă a fost selecționată de antrenorul de scrimă. A fost pregătit mai întâi de Dumitru Popescu și Radu Mitrăchioiu. După ce a alternat cursuri normale cu antrenamente la școala, a trecut la Liceul cu Program Sportiv „Petrache Trișcu” din Craiova. La vârsta de 13 ani și-a disputat prima finală de Campionat național în fața Anei Maria Brânză, cu care este născută în același an, și a trebuit să se mulțumească de argintul.
O medalie de argint la Campionatul Mondial pentru juniori din 2001 și o medalie de bronz la ediția din 2004 au fost primele rezultatele ei de notat. Cu echipa României a cucerit medalia de aur la Campionatul European din 2006 de la İzmir, după ce au învins delegația Ungariei. Împreuna cu Simona Alexandru, Ana Brânză și Anca Măroiu, a câștigat medalia de aur la Campionatul Mondial din 2010 de la Paris, apoi la Campionatul Mondial din 2011 de la Catania. În același an s-a căsătorit cu Bogdan Dinu, al cărui nume îl poartă în competiții.
A participat ca rezervă la proba pe echipe la Jocurile Olimpice din 2012 de la Londra. România, liderul clasamentului, a suferit o înfrângere surpriză în sferturile de finală în fața lui Coreea de Sud și s-a clasat pe locul 6 după meciurile de clasare. Dinu a decis să ia o pauză în carieră. Absolventă de la Facultatea de Educație Fizică și Sport și Facultatea de Comunicare și Relații Publice ale Universitatea din Craiova, a lansat „Wallet Buzz”, o platformă de Mobile Marketing, care a fost premiată la Gala ZF Mobilio din 2013.

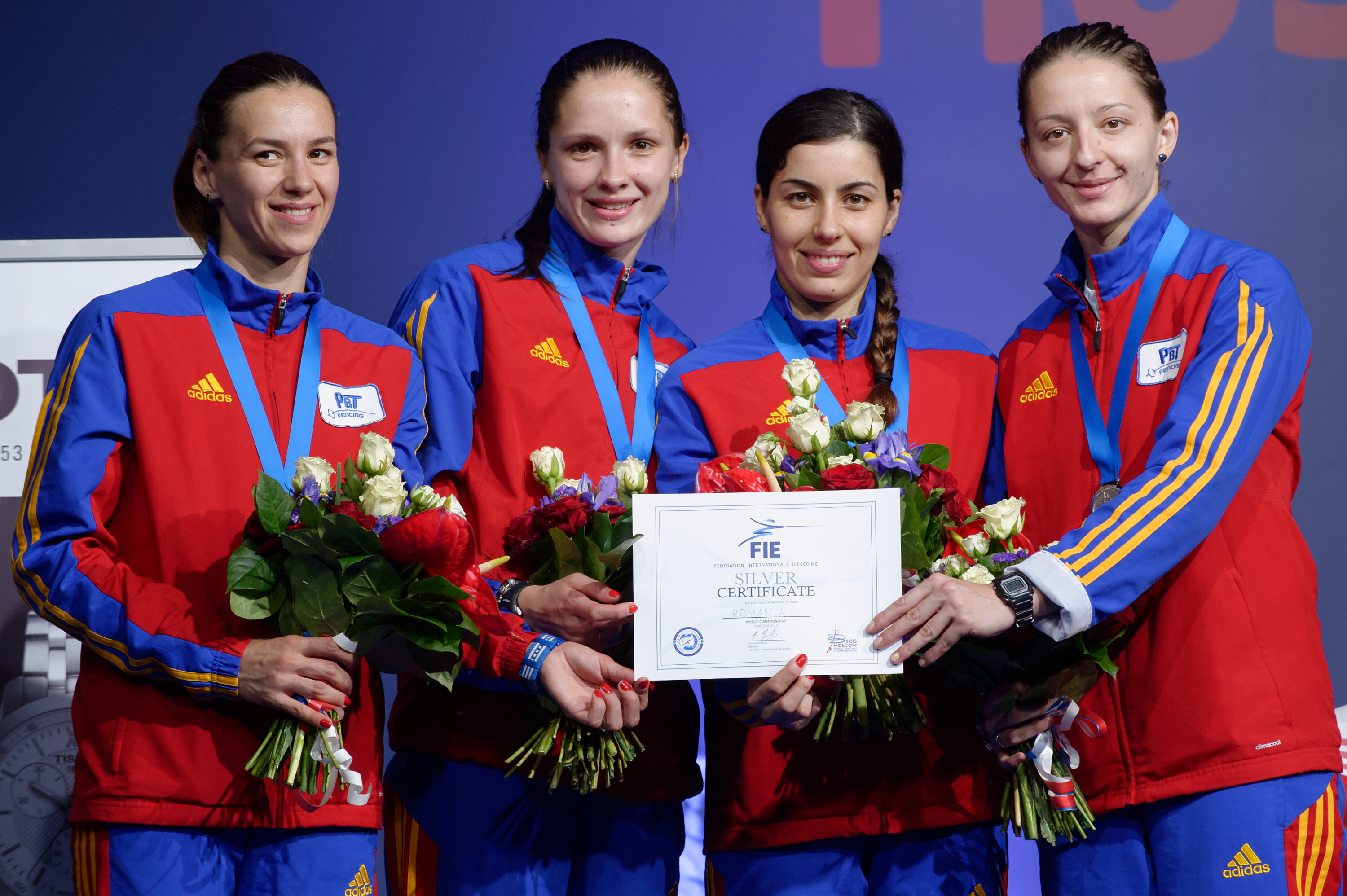
Loredana Dinu (a două de la dreapta la stânga) la CM din 2015

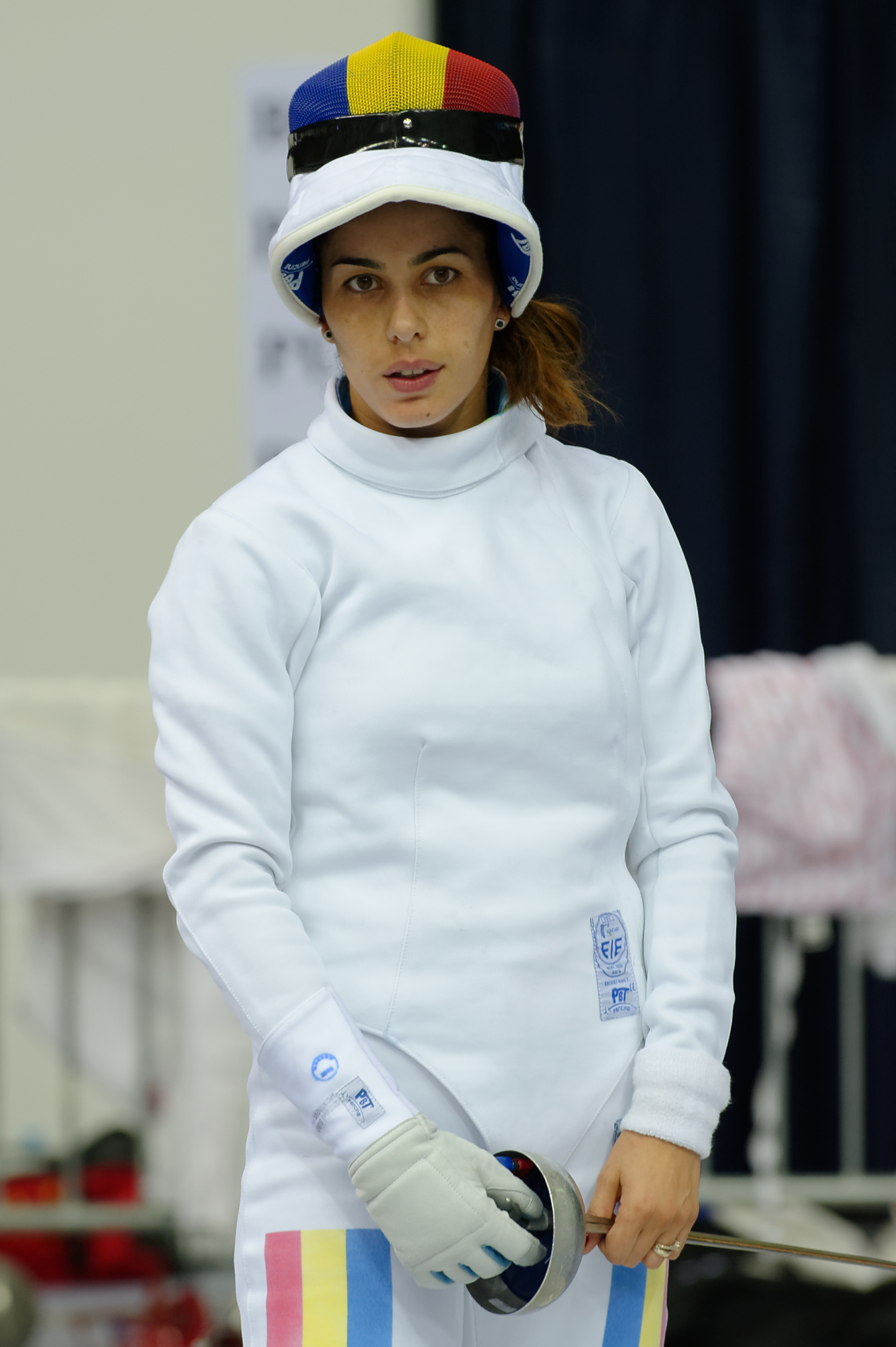
Loredana Dinu

La începutul anului 2015 a anunțat că revine la scrima, fiind legitimată la CS Dinamo. A ajuns în semifinală la Campionatul Național, unde a fost învinsă de Simona Pop, și a rămas cu bronzul. S-a clasat pe locul 8 la Grand Prix-ul de la Rio de Janeiro. A fost selecționată ca rezervă în echipa României la Campionatul European de la Montreux. La proba individuală, a pierdut în al doilea tur cu estonienca Julia Beljajeva și s-a clasat pe locul 32. La proba pe echipe, România a trecut de Ucraina și a înțalnit Suedia în semifinală. Dinu a fost trimisă în al optulea releu, după ce Suedia a luat un avantaj de patru puncte. Ea a revenit la egalitate, permițând Anei Brânză să închidă meciul cu o victorie românească. În finala, România a învins Estonia, păstrându-se titlul european câștigat în 2014 la Strasbourg. La Campionatul Mondial de la Moscova, a ajuns în sferturile de finală, unde a pierdut la o tușă cu tunisianca Sarra Besbes. La proba pe echipe, România a trecut succesiv de Turcia, Elveția, Ungaria și Ucraina, ajungând în finală împotriva Chinei. Având în vedere victoria sa cu cea mai bună chinezoaică, Sun Yujie, la proba individuală,  Dinu a fost aleasă în substituirea Simonei Gherman. Echipa României nu a putut găsi ritmul și a pierdut meciul cu scor 36-45, rămânând cu argintul.

## Palmares
Clasamentul la Cupa Mondială
| An  | 2003 | 2004 | 2005 | 2006 | 2007 | 2008 | 2009 | 2010 | 2011 | 2012 | 2013 | 2014 | 2015 |
| --- | ---- | ---- | ---- | ---- | ---- | ---- | ---- | ---- | ---- | ---- | ---- | ---- | ---- |
| Loc | 93   | 133  | 55   | 41   | 25   | 28   | 583  | 45   | 28   | 34   | _    | _    | 8    |